# Constantin Arcu
Constantin Arcu (n. 24 februarie 1956, Flămânzi, jud. Botoșani) este un scriitor român. Membru al Uniunii Scriitorilor din România, Filiala de Proză București.

## Date biografice
Născut la Flămânzi, jud. Botoșani, Constantin Arcu este fiul lui Costache și al Nataliei, agricultori. Absolvent al Liceului Pedagogic Botoșani în 1975, între anii 1975-1978 a fost învățător și și-a satisfăcut stagiul militar. Urmează Facultatea de Drept din cadrul Universității „Al. I. Cuza” Iași, în perioada 1978-1982. Profesează ca avocat (1982-1986) și judecător (1986-1996) la Rădăuți. Între anii 1996-2005 este judecător la Tribunalul Suceava și la Curtea de Apel Suceava, apoi funcționează ca inspector în Consiliului Superior al Magistraturii (2006-2008). În paralel, din 2001, este cadru didactic la Universitatea „Ștefan cel Mare” Suceava (conferențiar universitar, șef de catedră). Redactor-șef adjunct la revista „Bucovina literară“ în perioada iulie 1999-decembrie 2006, apoi redactor-șef în perioada 2010 - 2012, cînd a schimbat formatul revistei și a atras colaboratori de marcă. Din ianuarie 2009 și pînă în 2015, este redactor la revista de cultură „Timpul”, Iași. În prezent deține o rubrică permanentă (Prin Ochean) în aceeași prestigioasă revistă literară. În perioada 2010 - 2012 a fost președinte al Societății Scriitorilor Bucovineni, perioadă în care a organizat manifestări culturale la Suceava, Cernăuți și Putna. A demisionat din această funcție în 2012, după ce s-a mutat definitiv în București. Este Cetățean de Onoare al orașului Flămânzi și al municipiului Rădăuți. Filiala Iași a USR i-a acordat în 2011 Premiul de Excelență. Este membru al Uniunii Scriitorilor din România, Filiala de Proză București.

## Activitate literară
Constantin Arcu a debutat în 1981, în revista „Opinia studențească“, Iași, cu povestirea „Iluzii“. În 1986, a primit premiul Muzeului de literatură al Moldovei la Concursul de proză scurtă „Mihail Sadoveanu“, Iași. Colaborează de-a lungul timpului la revistele „Opinia studențească“, „Vatra“, „Timpul“, „România literară”, „Argeș”, „Cronica“, „Luceafărul“, „Viața Românească”, „Ramuri”, „Steaua“, „Familia“, „Hyperion”, „Convorbiri literare“, „Astra“, „Bucovina literară“, „Ex Ponto”, „Dacia literară”, „Luceafărul de dimineață”, „Neuma”, „Euphorion”, „Actualitatea literară”, „Conta”, „Spații culturale”, „Acolada”, „Mișcarea literară”, „Nord Literar”, „Spania literară” (Getafe, Madrid), „Lumină Lină - Gracious Light” (New York), „Littera Nova” (Madrid), „Alternanțe” (Munchen), „Atelier de Traduction”, „Limba Română“ (Chișinău), „Roet“ (Olanda, Assen) ș.a.
Cărți publicate:
- Cenușa zilei, povestiri, Editura RO Basarabia-Bucovina Press Rădăuți și Hyperion Chișinău, 1995, cu o prefață de Liviu Antonesei, ISBN 973-97136-3-7;
- Omul și fiara, roman, ediția I, Iași, Editura Junimea, 1996, 145 pagini, cu postfețe semnate de Adrian Dinu Rachieru și George Muntean, ISBN 973-37-0236-6;
- Noiembrie la Drenthe, însemnări de călătorie în Olanda, Editura Cuvîntul nostru, Suceava, 1999 (în colaborare), ISBN 973-98610-4-0;
- Faima de dincolo de moarte, roman, Editura Cartea Românească, București, 2001, 248 pagini, cu o prezentare, pe ultima copertă, de Mircea A. Diaconu, ISBN 973-23-0882-6.  Romanul a fost inclus în topul Cărțile anului 2001[9];
- Ceremonial de despărțire, proză scurtă, Editura Paralela 45, Pitești, 2005, ISBN 973-697-457-X;
- Cocteil în cranii mici, Editura Paralela 45, Pitești, 2011, ISBN 978-973-47-1059-1;
- Faima de dincolo, ediția a II-a, Editura Paralela 45, Pitești, 2011, ISBN 978-973-47-1060-7;
- Măștile exilului, roman, cu referințe critice de Al Cistelecan, Mircea A. Diaconu și Cornel Ungureanu, Editura Cartea Românească, 2014, ISBN 978-973-23-3089-0;
- Prin lumea largă. Însemnare a călătoriei mele în America de Sud (Jurnal de voiaj în contratimpi), cu o prezentare, pe ultima copertă, de Mircea Petean, Editura Limes, Cluj-Napoca, 2018, ISBN 978-606-799-205-2;
- File de altădată, antologie, Editura Eikon, București, 2019, ISBN 978-606-49-0167-5;
- Prin lumea largă. Ilustrate din Orientul Îndepărtat, Editura Limes, Florești-Cluj, 2020, ISBN 978-606-799-425-4;
- Prin lumea largă. Alte meridiane, cu o prezentare, pe ultima copertă, de MIrcea Petean, Editura Limes, Florești-Cluj, 2020, ISBN 978-606-799-388-2;
- Prin lumea largă. Here I am, Europe!, Editura Limes, Florești-Cluj, 2020, ISBN 978-606-799-389-9;
- Tramvaiul 13, roman, cu prezentări, pe ultima copertă, de Mircea A. Diaconu și Mircea Petean, Editura Limes, Florești, 2023, ISBN 978-606-799-694-4. Romanul a fost nominalizat de mai multe ori printre cărțile și evenimentele literare din anul 2023[10][11]; Autorul a fost invitat la emisiunea Confluențe, de pe Radio România Cultural, pentru a discuta despre statutul romanului în creația sa, despre realitate și ficțiune în romanul „Tramvaiul 13”, despre personaje[12] etc.
- În antologii: 
  - Sol omnibus lucet, Antologie a Societății Scriitorilor Bucovineni, Edit. Lidana, Suceava, 2012, ISBN 978-606-8160-67-2;
  - Manevre potrivite pe timp de ceață - 21 de prozatori români de astăzi -, realizată de Aurel Maria Baros și Marius Miheț, traducere în limba bulgară de Vanina Bojikova, apărută la Fundația pentru Literatură Bulgară, Sofia, 2017, ISBN 978-954-677-098-1.
  - Next up 1, proză, Antologiile orașului București”, ISBN 978-973-1853-39-0 și Next up 2, ISBN 978-973-1853-46-8 , coordonator - Aurel Maria Baros, Edit. Exigent, București, 2018, respectiv, 2023;
  - FERIA DEL LIBRO RUMANO, Târgul de carte românească, nr. 3, 2024, Getafe – Madrid, coordonator principal Juan José Garcia, p. 151-154, Edit. Ecou Transilvan, Cluj-Napoca, ISBN 978-630-311- 194 – 0 821.135.1;
  - Bilet pentru vizită în trecut. Cărțile revistei Argeș. 5, Cuvânt înainte - Daniel CRISTEA-ENACHE, Volum editat de Revista de cultură Argeș și Centrul Cultural Pitești , Colecție îngrijită de Simona Fusaru, Editura Panfilius, Iași, 2025, p. 62-74, ISBN 978 6066 891035 [13];
  - Antologia Criticii de Întâmpinare 2025, editată de Lidia Vianu, Edit. Contemporary Literature Press, 2025, incluzînd cronica Romanul pandemiei semnată de Octavian Soviany la romanul Tramvaiul 13, p. 133 - 135, ISBN 978-606-760-203-6;

Povestirea Amintirile unui magician și fragmente din însemnările olandeze au fost traduse în revista „Roet“ nr.1(84), 2000, care apare la Drenthe, Olanda.

## Premii literare
- Nominalizare la Premiile Uniunii Scriitorilor din România, secțiunea Proză, pe anul 2001, pentru romanul Faima de dincolo de moarte[14][15][16][17] . Romanul a fost inclus în topul Cărțile anului 2001[18].
- Premiul Uniunii Scriitorilor din România, Filiala Iași – pentru romanul Faima de dincolo de moarte[19][20][21];
- Premiul „Cartea Anului 2018”, acordat de Uniunea Scriitorilor din România, Filiala de Proză București, pentru volumul Prin lumea largă. Însemnare a călătoriei mele în America de Sud, Edit. Limes, Cluj, 2018.
- Premiul de Excelență acordat de Filiala Iași a USR – pentru întreaga activitate literară[22].
- Premiul Societății Scriitorilor Bucovineni – acordat în anii 1996, 1997 și 2002[23][24];
- Premiul Fundației Culturale a Bucovinei – acordat în anii 1995, 2001 și 2005[25][26][27];
- Distincția Crucea de Aur a Sfântului Ștefan cel Mare, acordată de Societatea culturală "Ștefan cel Mare" - Bucovina, pentru romanul Cocteil în cranii mici[28];
- Premiul Muzeului de literatură al Moldovei la Concursul de proză scurtă „Mihail Sadoveanu“, Iași (1986)[29][30];
- Premiul special al juriului la Festivalul Național de Creație „Vrancea literară”, 2025
- Premiul I la Consursul Internațional de Publicații „Expresia ideii”, Onești, 2019.